# Daniel Tynell
Daniel Tynell (ur. 6 stycznia 1976 r. w Grycksbo) – szwedzki biegacz narciarski, zawodnik klubu Grycksbo IF.

## Kariera
Po raz pierwszy na arenie międzynarodowej Daniel Tynell pojawił się 22 listopada 1998 roku w zawodach FIS Race w szwedzkiej miejscowości Bruksvallarna, gdzie zajął 24. miejsce w biegu na 10 km techniką dowolną. W Pucharze Świata zadebiutował 25 stycznia 2004 roku w Val di Fiemme, zajmując 14. miejsce na dystansie 70 km klasykiem. Tym samym w swoim debiucie od razu zdobył pucharowe punkty. W klasyfikacji generalnej sezonu 2003/2004 zajął ostatecznie 110. miejsce. Jak dotąd najlepsze wyniki w Pucharze Świata osiągnął w sezonie 2005/2006, który ukończył na 55. pozycji w klasyfikacji generalnej. Wtedy też wywalczył swoje jedyne pucharowe podium zwyciężając w biegu na 90 km techniką klasyczną.
Nigdy nie startował na igrzyskach olimpijskich ani mistrzostwach świata. Od 2000 roku Tynell startuje także w zawodach FIS Marathon Cup, w których dziewięciokrotnie stawał na podium, przy czym trzykrotnie zwyciężał. Pierwszy triumf odniósł 3 marca 2002 roku, kiedy zwyciężył w szwedzkim Biegu Wazów. Najlepszy był także 4 lutego 2007 roku i 3 lutego 2008 roku w niemieckim maratonie König-Ludwig-Lauf. W klasyfikacji generalnej najlepiej wypadł w sezonie 2008/2009, który ukończył na czwartej pozycji.

## Osiągnięcia

### Puchar Świata

#### Miejsca w klasyfikacji generalnej
- 2003/2004: 110.
- 2005/2006: 55.

#### Miejsca na podium w zawodach chronologicznie
| Nr | Dzień   | Rok  | Miejscowość | Konkurencja             | Czas biegu    | Pozycja | Strata | Zwycięzca |
| -- | ------- | ---- | ----------- | ----------------------- | ------------- | ------- | ------ | --------- |
| 1. | 5 marca | 2006 | Mora        | 90 km stylem klasycznym | 4:34:09.0 min | 1.      | -      | -         |

### FIS Marathon Cup

#### Miejsca w klasyfikacji generalnej
- sezon 2000/2001: 20.
- sezon 2001/2002: 12.
- sezon 2002/2003: 21.
- sezon 2003/2004: 22.
- sezon 2004/2005: 16.
- sezon 2005/2006: 7.
- sezon 2006/2007: 5.
- sezon 2007/2008: 8.
- sezon 2008/2009: 4.
- sezon 2009/2010: 6.
- sezon 2010/2011: 72.
- sezon 2011/2012: 17.
- sezon 2012/2013: 117.

#### Miejsca na podium
| Nr | Dzień     | Rok  | Zawody              | Dystans                 | Czas biegu  | Strata      | Pozycja | Zwycięzca       |
| -- | --------- | ---- | ------------------- | ----------------------- | ----------- | ----------- | ------- | --------------- |
| 1. | 4 marca   | 2001 | Vasaloppet          | 90 km stylem klasycznym | 4:01:22 h   | +0:01 s     | 3.      | Henrik Eriksson |
| 2. | 3 marca   | 2002 | Vasaloppet          | 90 km stylem klasycznym | 3:58:52 h   | -           | 1.      | -               |
| 3. | 18 marca  | 2006 | Birkebeinerrennet   | 54 km stylem klasycznym | 2:52:13.0 h | +6.0 s      | 2.      | Anders Aukland  |
| 4. | 4 lutego  | 2007 | König-Ludwig-Lauf   | 50 km stylem klasycznym | 1:24:49.4 h | -           | 1.      | -               |
| 5. | 18 lutego | 2007 | Tartu Maraton       | 63 km stylem klasycznym | 2:42:28.0 h | +1:05.0 min | 3.      | Jerry Ahrlin    |
| 6. | 3 lutego  | 2008 | König-Ludwig-Lauf   | 42 km stylem klasycznym | 1:32:03.8 h | -           | 1.      | -               |
| 7. | 7 marca   | 2010 | Vasaloppet          | 90 km stylem klasycznym | 4:02:59.4 h | +0.4 s      | 2.      | Jörgen Brink    |
| 8. | 14 marca  | 2010 | Engadin Skimarathon | 42 km stylem dowolnym   | 1:36:58.1 h | +2.8 s      | 2.      | Dario Cologna   |
| 9. | 4 marca   | 2012 | Vasaloppet          | 90 km stylem klasycznym | 3:38:41.3 h | +0.1 s      | 2.      | Jörgen Brink    |